# Lijst van Nederlandse Europarlementariërs 1958-1979
De lijst van Nederlandse Europarlementariërs 1958-1979 bevat een lijst van de Nederlandse leden van het Europees Parlement van 1 januari 1958 tot 17 juli 1979.
Op 1 januari 1958 werd bij de inwerkingtreding van het Verdrag van Rome de Gemeenschappelijke Vergadering van de Europese Gemeenschap voor Kolen en Staal opgeheven en de Europese Parlementaire Vergadering ingesteld. Dit instituut werd in 1962 hernoemd als Europees Parlement. De leden van het Europees Parlement werden gekozen door en uit de leden van de nationale parlementen.
In 1979 werd overgegaan naar een systeem waarbij de leden van het Europees Parlement gekozen werden door de inwoners van de lidstaten. Op 17 juli 1979 trad het eerste rechtstreeks gekozen parlement in functie.
| Naam                              | Partij | Begindatum        | Einddatum         |
| --------------------------------- | ------ | ----------------- | ----------------- |
| Wim Albers                        | PvdA   | 3 oktober 1974    | 17 juli 1979      |
| Marius van Amelsvoort             | KVP    | 9 maart 1970      | 13 september 1971 |
| Jan Baas                          | VVD    | 16 september 1963 | 17 juli 1979      |
| Nel Barendregt                    | PvdA   | 13 maart 1973     | 4 juni 1973       |
| Cees Berkhouwer                   | VVD    | 16 september 1963 | 12 juli 1979      |
| Barend Biesheuvel                 | ARP    | 7 maart 1961      | 24 juli 1963      |
| Pieter Blaisse                    | KVP    | 1 januari 1958    | 8 mei 1967        |
| Jaap Boersma                      | ARP    | 8 mei 1967        | 6 juli 1971       |
| Kees Boertien                     | ARP    | 8 mei 1967        | 6 juli 1971       |
| Corstiaan Bos                     | CHU    | 12 maart 1969     | 6 juni 1973       |
| Jan Broeksz                       | PvdA   | 16 november 1970  | 15 juli 1979      |
| Tiemen Brouwer                    | KVP    | 8 mei 1967        | 11 mei 1973       |
| Jaap Burger                       | PvdA   | 20 oktober 1966   | 29 september 1970 |
| Flip van Campen                   | KVP    | 25 februari 1958  | 10 mei 1971       |
| Frederik Gerard van Dijk          | VVD    | 22 juni 1959      | 4 september 1963  |
| Doeke Eisma                       | D66    | 13 mei 1973       | 2 oktober 1974    |
| Maarten Engwirda                  | D66    | 22 september 1971 | 12 maart 1973     |
| Wilhelm Friedrich de Gaay Fortman | ARP    | 13 maart 1978     | 15 juli 1979      |
| Marinus van der Goes van Naters   | PvdA   | 1 januari 1958    | 7 mei 1967        |
| Wessel Hartog                     | CPN    | 17 oktober 1974   | 1 september 1976  |
| Cees Hazenbosch                   | ARP    | 1 januari 1958    | 10 januari 1961   |
| Arie van der Hek                  | PvdA   | 3 juli 1973       | 17 oktober 1977   |
| Johan van Hulst                   | CHU    | 16 oktober 1961   | 30 september 1968 |
| Martinus Janssen                  | KVP    | 1 januari 1958    | 25 september 1963 |
| Paul Kapteyn                      | PvdA   | 1 januari 1958    | 20 oktober 1966   |
| Jan de Koning                     | ARP    | 22 september 1971 | 19 december 1977  |
| Henk Korthals                     | VVD    | 1 januari 1958    | 19 mei 1959       |
| Annie Krouwel-Vlam                | PvdA   | 18 oktober 1977   | 17 juli 1979      |
| Reint Laan                        | PvdA   | 16 juni 1965      | 1 maart 1968      |
| Cees Laban                        | PvdA   | 3 juli 1973       | 5 september 1977  |
| Jan Lamberts                      | PvdA   | 24 oktober 1977   | 17 juli 1979      |
| Pierre Lardinois                  | KVP    | 14 oktober 1963   | 5 april 1967      |
| Franz Lichtenauer                 | CHU    | 1 januari 1958    | 1 oktober 1961    |
| Durk van der Mei                  | CHU    | 9 maart 1976      | 30 december 1977  |
| Joep Mommersteeg                  | KVP    | 22 september 1971 | 11 mei 1973       |
| Gerard Nederhorst                 | PvdA   | 1 januari 1958    | 29 september 1965 |
| Harrij Notenboom                  | KVP    | 22 september 1971 | 17 juli 1979      |
| Ad Oele                           | PvdA   | 21 oktober 1965   | 16 januari 1973   |
| Schelto Patijn                    | PvdA   | 3 juli 1973       | 16 juli 1979      |
| Kees van der Ploeg                | KVP    | 19 maart 1958     | 14 september 1971 |
| Siep Posthumus                    | PvdA   | 19 maart 1958     | 24 mei 1965       |
| Siep Posthumus                    | PvdA   | 11 mei 1968       | 15 september 1971 |
| Jan Pronk                         | PvdA   | 13 maart 1973     | 11 mei 1973       |
| Kees Raedts                       | KVP    | 11 mei 1967       | 11 februari 1970  |
| Willem Rip                        | ARP    | 1 januari 1958    | 8 februari 1959   |
| Jacqueline Rutgers                | ARP    | 14 oktober 1963   | 8 mei 1967        |
| Piet van der Sanden               | KVP    | 3 juli 1973       | 3 oktober 1974    |
| Maan Sassen                       | KVP    | 1 januari 1958    | 13 februari 1958  |
| Willem Scholten                   | CHU    | 25 juni 1973      | 1 maart 1976      |
| Jo Schouwenaar-Franssen           | VVD    | 16 januari 1961   | 24 juli 1963      |
| Wim Schuijt                       | KVP    | 19 maart 1958     | 18 januari 1977   |
| Max van der Stoel                 | PvdA   | 22 september 1971 | 11 mei 1973       |
| Teun Tolman                       | CHU    | 19 januari 1978   | 17 juli 1979      |
| Wim Vergeer                       | KVP    | 19 januari 1978   | 17 juli 1979      |
| Henk Vredeling                    | PvdA   | 19 maart 1958     | 11 mei 1973       |
| Henk Waltmans                     | PPR    | 16 september 1976 | 17 oktober 1977   |
| Tjerk Westerterp                  | KVP    | 8 mei 1967        | 17 augustus 1971  |
| Ep Wieldraaijer                   | PvdA   | 3 juli 1973       | 19 september 1974 |
| Bob de Wilde                      | VVD    | 14 mei 1959       | 20 december 1960  |

1952-1958 (EGKS) · 
1958-1979 · 
1979-1984 · 
1984-1989 · 
1989-1994 · 
1994-1999 · 
1999-2004 · 
2004-2009 · 
2009-2014 · 
2014-2019 · 
2019-2024 · 
2024-2029